# AFC Champions League 2018
La AFC Champions League 2018 è stata la 37ª edizione della massima competizione calcistica per club dell'Asia.
L'Urawa Red Diamonds è stata la squadra detentrice del trofeo, che però non ha potuto difendere il titolo poiché non si è qualificata per l'ultima edizione.
Il torneo è iniziato il 16 gennaio 2018 e si è concluso il 10 novembre 2018.

## Regolamento
Il 25 gennaio 2014 l'AFC ha comunicato l'intenzione di allargare il numero di squadre partecipanti alla AFC Champions League. Il 16 aprile 2014 l'AFC ha ratificato questa decisione. Le 46 federazioni partecipanti all'AFC Champions League (ad eccezione delle Marianne Settentrionali) sono classificate in base alle prestazioni sia della squadra nazionale sia dei singoli club negli ultimi quattro anni nelle competizioni AFC. La distribuzione dei posti nelle qualificazioni e nei gironi per le edizioni 2015 e 2016 è determinato dal ranking 2014:
- le federazioni sono distribuite in due zone, zona ovest e zona est, ciascuna comprendente 23 federazioni
  - zona ovest: Asia occidentale, Asia centrale, Asia meridionale (ad eccezione di India e Maldive)
  - zona est: ASEAN, Asia orientale, India e Maldive
- le prime 24 federazioni membri (12 per ciascuna zona) secondo il ranking 2015 possono qualificare le loro squadre per la fase a gironi della AFC Champions League, se soddisfano i criteri della AFC Champions League;
- sia per la zona est sia per la zona ovest ci sono 12 posti a disposizione per la fase a gironi, con i restanti 4 posti occupati tramite playoff;
- le prime 6 federazioni sia lato est sia lato ovest qualificano le loro squadre alla fase a gironi, mentre le restanti federazioni passano attraverso i playoff:
  - le prime 2 federazioni qualificano 3 squadre alla fase a gironi e 1 ai playoff;
  - la terza e la quarta federazione qualificano 2 squadre alla fase a gironi e 2 ai playoff;
  - la quinta federazione qualifica 1 squadra alla fase a gironi e 2 ai playoff;
  - la sesta federazione qualifica 1 squadra alla fase a gironi e 1 ai playoff;
  - dalla settima alla dodicesima federazione qualificano una squadra ai playoff.
- Il massimo numero di squadre per ciascuna federazione è un terzo del numero delle squadre partecipanti alla massima serie nazionale (per esempio, all'Australia spettano massimo tre posti poiché la A-League australiana è composta di sole nove squadre).

Il 28 novembre 2014 l'AFC ha reso noti il ranking e le regole di allocazione dei posti nella fase a gironi e nei playoff della AFC Champions League.
| Valutazione per la AFC Champions League 2018 | Valutazione per la AFC Champions League 2018 |
| -------------------------------------------- | -------------------------------------------- |
|                                              | Rispetta i criteri                           |
|                                              | Non rispetta i criteri                       |

| Posizione | Posizione | Associazione        | Punti  | Slot          | Slot     | Slot            | Slot            |
| Posizione | Posizione | Associazione        | Punti  | Fase a Girone | Play-off | Play-off        | Play-off        |
| Regione   | AFC       | Associazione        | Punti  | Fase a Girone | Play-off | Turno Prelim. 2 | Turno Prelim. 1 |
| --------- | --------- | ------------------- | ------ | ------------- | -------- | --------------- | --------------- |
| 1         | 2         | Emirati Arabi Uniti | 87 555 | 3             | 1        | 0               | 0               |
| 2         | 3         | Arabia Saudita      | 84 698 | 2             | 0        | 0               | 0               |
| 3         | 4         | Iran                | 78 908 | 3             | 1        | 0               | 0               |
| 4         | 5         | Qatar               | 78 171 | 3             | 1        | 0               | 0               |
| 5         | 9         | Uzbekistan          | 56 876 | 1             | 2        | 1               | 0               |
| 6         | 10        | Iraq                | 37 240 | 0             | 0        | 0               | 0               |
| 7         | 11        | Kuwait              | 36 457 | 0             | 0        | 0               | 0               |
| 8         | 13        | Siria               | 34 257 | 0             | 0        | 0               | 0               |
| 9         | 15        | Giordania           | 31 213 | 0             | 1        | 0               | 0               |
| 10        | 18        | India               | 27 930 | 0             | 1        | 0               | 0               |
| 11        | 19        | Bahrain             | 27 353 | 0             | 1        | 0               | 0               |
| 12        | 20        | Libano              | 22 077 | 0             | 0        | 0               | 0               |
| Totale    | Totale    | Totale              | Totale | 12            | 8        | 0               | 0               |
| Totale    | Totale    | Totale              | Totale | 12            | 8        |                 |                 |
| Totale    | Totale    | Totale              | Totale | 20            |          |                 |                 |

| Posizione | Posizione | Associazione  | Punti  | Slot          | Slot     | Slot            | Slot            |
| Posizione | Posizione | Associazione  | Punti  | Fase a Girone | Play-off | Play-off        | Play-off        |
| Regione   | AFC       | Associazione  | Punti  | Fase a Girone | Play-off | Turno Prelim. 2 | Turno Prelim. 1 |
| --------- | --------- | ------------- | ------ | ------------- | -------- | --------------- | --------------- |
| 1         | 1         | Corea del Sud | 96 311 | 3             | 1        | 0               | 0               |
| 2         | 6         | Giappone      | 75 807 | 3             | 1        | 0               | 0               |
| 3         | 7         | Cina          | 72 719 | 2             | 2        | 0               | 0               |
| 4         | 8         | Australia     | 72 599 | 2             | 0        | 1               | 0               |
| 5         | 12        | Thailandia    | 34 753 | 1             | 0        | 2               | 0               |
| 6         | 14        | Hong Kong     | 31 797 | 1             | 0        | 1               | 0               |
| 7         | 16        | Vietnam       | 29 273 | 0             | 0        | 1               | 0               |
| 8         | 17        | Malaysia      | 28 865 | 0             | 0        | 1               | 0               |
| 9         | 21        | Indonesia     | 20 372 | 0             | 0        | 0               | 1               |
| 10        | 24        | Myanmar       | 17 220 | 0             | 0        | 0               | 1               |
| 11        | 25        | Filippine     | 17 188 | 0             | 0        | 0               | 1               |
| 12        | 27        | Singapore     | 13 664 | 0             | 0        | 0               | 1               |
| Total     | Total     | Total         | Total  | 12            | 4        | 6               | 4               |
| Total     | Total     | Total         | Total  | 12            | 14       |                 |                 |
| Total     | Total     | Total         | Total  | 26            |          |                 |                 |

## Squadre Partecipanti
Le seguenti 47 squadre da 20 associazioni sono ammesse alla competizione.
Nella seguente tabella, il numero di apparizioni e l'ultima apparizione sono conteggiate dalla stagione 2002-2003  (inclusi i turni di qualificazioni), da quando la competizione è stata rinominata AFC Champions League.
| Team                                             | Metodo di Qualificazione                                               | App                                              | Ultima App                                       |
| Ingresso diretto alla Fase a Gironi (Gruppi A–D) | Ingresso diretto alla Fase a Gironi (Gruppi A–D)                       | Ingresso diretto alla Fase a Gironi (Gruppi A–D) | Ingresso diretto alla Fase a Gironi (Gruppi A–D) |
| ------------------------------------------------ | ---------------------------------------------------------------------- | ------------------------------------------------ | ------------------------------------------------ |
| Al-Jazira                                        | vincitore UAE Arabian Gulf League 2016-2017                            | 10°                                              | 2017                                             |
| Al-Wahda                                         | vincitore Coppa del Presidente degli Emirati Arabi Uniti 2016-2017     | 9°                                               | 2017                                             |
| Al-Wasl                                          | 2º posto UAE Arabian Gulf League 2016-2017                             | 2°                                               | 2008                                             |
| Al-Hilal                                         | vincitore Saudi Professional League 2016-2017 vincitore 2017 King Cup  | 14°                                              | 2017                                             |
| Al-Ahli                                          | 2º posto Saudi Professional League 2016-2017                           | 10°                                              | 2017                                             |
| Persepolis                                       | vincitore Persian Gulf Pro League 2016-2017                            | 7°                                               | 2017                                             |
| Esteghlal                                        | 2º posto Persian Gulf Pro League 2016-2017                             | 9°                                               | 2017                                             |
| Tractor Sazi                                     | 3º posto Persian Gulf Pro League 2016-2017                             | 5°                                               | 2016                                             |
| Al-Duhail                                        | vincitore Qatar Stars League 2016-2017                                 | 7°                                               | 2017                                             |
| Al-Sadd                                          | vincitore 2017 Emir of Qatar Cup 2º posto Qatar Stars League 2016-2017 | 13°                                              | 2017                                             |
| Al-Rayyan                                        | 3º posto Qatar Stars League 2016-2017                                  | 8°                                               | 2017                                             |
| Lokomotiv Tashkent                               | vincitore Uzbek League 2017 vincitore 2017 Uzbekistan Cup              | 6°                                               | 2017                                             |
| Partecipanti ai Play-off                         |                                                                        |                                                  |                                                  |
| Ingresso ai Play-off                             |                                                                        |                                                  |                                                  |
| Al-Ain                                           | 4º posto UAE Arabian Gulf League 2016-2017                             | 13°                                              | 2017                                             |
| Zob Ahan                                         | 4º posto Persian Gulf Pro League 2016-2017                             | 7°                                               | 2017                                             |
| Al-Gharafa                                       | 5º posto Qatar Stars League 2016-2017                                  | 9°                                               | 2013                                             |
| Nasaf Qarshi                                     | 2º posto Uzbek League 2017                                             | 6°                                               | 2017                                             |
| Pakhtakor                                        | 3º posto Uzbek League 2017                                             | 14°                                              | 2016                                             |
| Al-Faisaly                                       | vincitore Jordan League 2016-2017                                      | 2°                                               | 2002-03                                          |
| Aizawl                                           | vincitore I-League 2016-2017                                           | 1°                                               |                                                  |
| Malkiya                                          | vincitore Bahrein First Division League 2016-2017                      | 1°                                               |                                                  |

| Team                                             | Metodo di Qualificazione                                                     | App                                              | Ultima App                                       |
| Ingresso diretto alla Fase a Gironi (Gruppi E–H) | Ingresso diretto alla Fase a Gironi (Gruppi E–H)                             | Ingresso diretto alla Fase a Gironi (Gruppi E–H) | Ingresso diretto alla Fase a Gironi (Gruppi E–H) |
| ------------------------------------------------ | ---------------------------------------------------------------------------- | ------------------------------------------------ | ------------------------------------------------ |
| Jeonbuk Hyundai Motors                           | vincitore K League Classic 2017                                              | 11°                                              | 2016                                             |
| Ulsan Hyundai                                    | vincitore Coppa della Corea del Sud 2017                                     | 6°                                               | 2017                                             |
| Jeju United                                      | 2º posto K League Classic 2017                                               | 3°                                               | 2017                                             |
| Kawasaki Frontale                                | vincitore J1 League 2017                                                     | 6°                                               | 2017                                             |
| Cerezo Osaka                                     | vincitore Coppa J. League 2017 3º posto J1 League 2017                       | 3°                                               | 2014                                             |
| Kashima Antlers                                  | 2º postoJ1 League 2017                                                       | 8°                                               | 2017                                             |
| Guangzhou Evergrande                             | vincitore Chinese Super League 2017                                          | 7°                                               | 2017                                             |
| Shanghai Shenhua                                 | vincitore Chinese FA Cup 2017                                                | 8°                                               | 2017                                             |
| Sydney FC                                        | 1º posto 2016–17 A-League Regular Season vincitore 2017 A-League Grand Final | 4°                                               | 2016                                             |
| Melbourne Victory                                | 2º posto 2016–17 A-League Regular Season                                     | 6°                                               | 2016                                             |
| Buriram United                                   | vincitore Thai Premier League 2017                                           | 7°                                               | 2016                                             |
| Kitchee                                          | vincitore Hong Kong Premier League 2016-2017                                 | 4°                                               | 2017                                             |
| Partecipanti ai Play-off                         |                                                                              |                                                  |                                                  |
| Ingresso ai Play-off                             |                                                                              |                                                  |                                                  |
| Suwon Samsung Bluewings                          | 3º posto K League Classic 2017                                               | 9°                                               | 2017                                             |
| Kashiwa Reysol                                   | 4º posto J1 League 2017                                                      | 4°                                               | 2015                                             |
| Shanghai SIPG                                    | 2º posto Chinese Super League 2017                                           | 3°                                               | 2017                                             |
| Tianjin Quanjian                                 | 3º posto Chinese Super League 2017                                           | 1°                                               |                                                  |
| Ingresso al secondo turno preliminare            |                                                                              |                                                  |                                                  |
| Brisbane Roar                                    | 3º posto 2015–16 A-League Regular Season                                     | 5°                                               | 2017                                             |
| Chiangrai United                                 | vincitore Thai FA Cup 2017                                                   | 1°                                               |                                                  |
| Muangthong United                                | 2º posto Thai Premier League 2017                                            | 7°                                               | 2017                                             |
| Eastern                                          | vincitore Hong Kong Season 2016-2017 Play-off                                | 2°                                               | 2017                                             |
| Thanh Hóa                                        | vincitore V.League 1 2017                                                    | 1°                                               |                                                  |
| Johor Darul Ta'zim                               | vincitore Malaysia Super League 2017                                         | 4°                                               | 2017                                             |
| Ingresso al primo turno preliminare              |                                                                              |                                                  |                                                  |
| Bali United                                      | 2º posto Indonesia League 1 2017                                             | 1°                                               |                                                  |
| Shan United                                      | vincitore Myanmar National League 2017                                       | 1°                                               |                                                  |
| Ceres                                            | vincitore UFL Division 1 2017                                                | 1°                                               |                                                  |
| Tampines Rovers                                  | 2º posto S.League 2017                                                       | 4°                                               | 2017                                             |

## Calendario
| Fase                         | Turno            | Data Sorteggio                           | Andata              | Ritorno              |
| ---------------------------- | ---------------- | ---------------------------------------- | ------------------- | -------------------- |
| Fase preliminare             | Primo Turno      | Nessun sorteggio                         | 16 gennaio 2018     | 16 gennaio 2018      |
| Fase preliminare             | Secondo Turno    | Nessun sorteggio                         | 23 gennaio 2018     | 23 gennaio 2018      |
| Play-Off                     | Play-off         | Nessun sorteggio                         | 30 gennaio 2018     | 30 gennaio 2018      |
| Fase a Gironi                | Prima giornata   | 6 dicembre 2017 (Kuala Lumpur, Malaysia) | 12–14 febbraio 2018 | 12–14 febbraio 2018  |
| Fase a Gironi                | Seconda Giornata | 6 dicembre 2017 (Kuala Lumpur, Malaysia) | 19–21 febbraio 2018 | 19–21 febbraio 2018  |
| Fase a Gironi                | Terza Giornata   | 6 dicembre 2017 (Kuala Lumpur, Malaysia) | 5–7 marzo 2018      | 5–7 marzo 2018       |
| Fase a Gironi                | Quarta Giornata  | 6 dicembre 2017 (Kuala Lumpur, Malaysia) | 12–14 marzo 2018    | 12–14 marzo 2018     |
| Fase a Gironi                | Quinta Giornata  | 6 dicembre 2017 (Kuala Lumpur, Malaysia) | 2–4 aprile 2018     | 2–4 aprile 2018      |
| Fase a Gironi                | Sesta Giornata   | 6 dicembre 2017 (Kuala Lumpur, Malaysia) | 16–18 aprile 2018   | 16–18 aprile 2018    |
| Fase ad Eliminazione Diretta | Ottavi di Finale | 6 dicembre 2017 (Kuala Lumpur, Malaysia) | 7–9 maggio 2018     | 14–16 maggio 2018    |
| Fase ad Eliminazione Diretta | Quarti di Finale | 23 maggio 2018                           | 27–29 agosto 2018   | 17–19 settembre 2018 |
| Fase ad Eliminazione Diretta | Semi-Finali      | 23 maggio 2018                           | 2–3 ottobre 2018    | 23–24 ottobre 2018   |
| Fase ad Eliminazione Diretta | Finale           | 23 maggio 2018                           | 3 novembre 2018     | 10 novembre 2018     |

## Fase preliminare
Nella fase a qualificazione, ogni incrocio è disputato in partita singola. I tempi supplementari e i calci di rigore sono usati per decidere il vincitore, se necessario. I vincitori di ogni incrocio dei play-off ottengono la qualificazione per la fase a gironi insieme alle 24 squadre qualificate automaticamente. Tutti i perdenti in ogni turno, che provengono da associazioni con un solo posto nei play-off entrano nella fase a gironi della AFC Cup 2017.

### Primo turno preliminare
| Squadra 1      | Risultato       | Squadra 2       |
| Zona Orientale | Zona Orientale  | Zona Orientale  |
| -------------- | --------------- | --------------- |
| Bali United    | 3 - 1           | Tampines Rovers |
| Shan United    | 1 - 1 (3-4 dtr) | Ceres           |

### Secondo turno preliminare
| Squadra 1         | Risultato      | Squadra 2          |
| Zona Orientale    | Zona Orientale | Zona Orientale     |
| ----------------- | -------------- | ------------------ |
| Eastern           | 2 - 4          | FLC Thanh Hóa      |
| Muangthong United | 5 - 2          | Johor Darul Ta'zim |
| Chiangrai United  | 2 - 1 (dts)    | Bali United        |
| Brisbane Roar     | 2 - 3          | Ceres              |

### Play-off
| Squadra 1        | Risultato        | Squadra 2         |
| Zona Occidentale | Zona Occidentale | Zona Occidentale  |
| ---------------- | ---------------- | ----------------- |
| Al-Ain           | 2 - 0            | Malkiya           |
| Zob Ahan         | 3 - 1            | Aizawl            |
| Al-Gharafa       | 2 - 1            | Pakhtakor         |
| Nasaf            | 5 - 1            | Al-Faisaly        |
| Zona Orientale   |                  |                   |
| Suwon Samsung    | 5 - 1            | FLC Thanh Hóa     |
| Kashiwa Reysol   | 3 - 0            | Muangthong United |
| Shanghai SIPG    | 1 - 0            | Chiangrai United  |
| Tianjin Quanjian | 2 - 0            | Ceres             |

## Fase a gironi

### Girone A
| Squadra      | P.ti | G | V | P | S | GF | GS | DG |
| ------------ | ---- | - | - | - | - | -- | -- | -- |
| Al-Ahli      | 14   | 6 | 4 | 2 | 0 | 9  | 4  | +5 |
| Al-Jazira    | 8    | 6 | 2 | 2 | 2 | 9  | 9  | 0  |
| Al-Gharafa   | 8    | 6 | 2 | 2 | 2 | 12 | 9  | +3 |
| Tractor Sazi | 2    | 6 | 0 | 2 | 4 | 2  | 10 | -8 |

| Squadra 1    | Risultato   | Squadra 2    |
| 1ª giornata  | 1ª giornata | 1ª giornata  |
| ------------ | ----------- | ------------ |
| Al-Jazira    | 3 - 2       | Al-Gharafa   |
| Tractor Sazi | 0 - 1       | Al-Ahli      |
| 2ª giornata  |             |              |
| Al-Gharafa   | 3 - 0       | Tractor Sazi |
| Al-Ahli      | 2 - 1       | Al-Jazira    |
| 3ª giornata  |             |              |
| Al-Jazira    | 0 - 0       | Tractor Sazi |
| Al-Gharafa   | 1 - 1       | Al-Ahli      |
| 4ª giornata  |             |              |
| Tractor Sazi | 1 - 1       | Al-Jazira    |
| Al-Ahli      | 1 - 1       | Al-Gharafa   |
| 5ª giornata  |             |              |
| Al-Gharafa   | 2 - 3       | Al-Jazira    |
| Al-Ahli      | 2 - 0       | Tractor Sazi |
| 6ª giornata  |             |              |
| Al-Jazira    | 1 - 2       | Al-Ahli      |
| Tractor Sazi | 1 - 3       | Al-Gharafa   |

### Girone B
| Squadra            | P.ti | G | V | P | S | GF | GS | DG |
| ------------------ | ---- | - | - | - | - | -- | -- | -- |
| Al-Duhail          | 18   | 6 | 6 | 0 | 0 | 13 | 6  | +7 |
| Zob Ahan           | 7    | 6 | 2 | 1 | 3 | 6  | 8  | -2 |
| Lokomotiv Tashkent | 7    | 6 | 2 | 1 | 3 | 13 | 9  | +4 |
| Al-Wahda           | 3    | 6 | 1 | 0 | 5 | 6  | 15 | -9 |

| Squadra 1          | Risultato   | Squadra 2          |
| 1ª giornata        | 1ª giornata | 1ª giornata        |
| ------------------ | ----------- | ------------------ |
| Lokomotiv Tashkent | 5 - 0       | Al-Wahda           |
| Al-Duhail          | 3 - 1       | Zob Ahan           |
| 2ª giornata        |             |                    |
| Zob Ahan           | 2 - 0       | Lokomotiv Tashkent |
| Al-Wahda           | 2 - 3       | Al-Duhail          |
| 3ª giornata        |             |                    |
| Zob Ahan           | 2 - 0       | Al-Wahda           |
| Al-Duhail          | 3 - 2       | Lokomotiv Tashkent |
| 4ª giornata        |             |                    |
| Lokomotiv Tashkent | 1 - 2       | Al-Duhail          |
| Al-Wahda           | 3 - 0       | Zob Ahan           |
| 5ª giornata        |             |                    |
| Zob Ahan           | 0 - 1       | Al-Duhail          |
| Al-Wahda           | 1 - 4       | Lokomotiv Tashkent |
| 6ª giornata        |             |                    |
| Al-Duhail          | 1 - 0       | Al-Wahda           |
| Lokomotiv Tashkent | 1 - 1       | Zob Ahan           |

### Girone C
| Squadra      | P.ti | G | V | P | S | GF | GS | DG |
| ------------ | ---- | - | - | - | - | -- | -- | -- |
| Persepolis   | 13   | 6 | 4 | 1 | 1 | 8  | 3  | +5 |
| Al-Sadd      | 12   | 6 | 4 | 0 | 2 | 11 | 5  | +6 |
| Nasaf Qarshi | 10   | 6 | 3 | 1 | 2 | 4  | 8  | -4 |
| Al-Wasl      | 0    | 6 | 0 | 0 | 6 | 3  | 10 | -7 |

| Squadra 1    | Risultato   | Squadra 2    |
| 1ª giornata  | 1ª giornata | 1ª giornata  |
| ------------ | ----------- | ------------ |
| Persepolis   | 3 - 0       | Nasaf Qarshi |
| Al-Wasl      | 1 - 2       | Al-Sadd      |
| 2ª giornata  |             |              |
| Nasaf Qarshi | 1 - 0       | Al-Wasl      |
| Al-Sadd      | 3 - 1       | Persepolis   |
| 3ª giornata  |             |              |
| Nasaf Qarshi | 1 - 0       | Al-Sadd      |
| Persepolis   | 2 - 0       | Al-Wasl      |
| 4ª giornata  |             |              |
| Al-Sadd      | 4 - 0       | Nasaf Qarshi |
| Al-Wasl      | 0 - 1       | Persepolis   |
| 5ª giornata  |             |              |
| Nasaf Qarshi | 0 - 0       | Persepolis   |
| Al-Sadd      | 2 - 1       | Al-Wasl      |
| 6ª giornata  |             |              |
| Persepolis   | 1 - 0       | Al-Sadd      |
| Al-Wasl      | 1 - 2       | Nasaf Qarshi |

### Girone D
| Squadra   | P.ti | G | V | P | S | GF | GS | DG |
| --------- | ---- | - | - | - | - | -- | -- | -- |
| Esteghlal | 12   | 6 | 3 | 3 | 0 | 9  | 5  | +4 |
| Al-Ain    | 10   | 6 | 2 | 4 | 0 | 10 | 6  | +4 |
| Al-Rayyan | 6    | 6 | 1 | 3 | 2 | 7  | 11 | -4 |
| Al-Hilal  | 2    | 6 | 0 | 2 | 4 | 3  | 7  | -4 |

| Squadra 1   | Risultato   | Squadra 2   |
| 1ª giornata | 1ª giornata | 1ª giornata |
| ----------- | ----------- | ----------- |
| Al-Rayyan   | 2 - 2       | Esteghlal   |
| Al-Hilal    | 0 - 0       | Al-Ain      |
| 2ª giornata |             |             |
| Al-Ain      | 1 - 1       | Al-Rayyan   |
| Esteghlal   | 1 - 0       | Al-Hilal    |
| 3ª giornata |             |             |
| Al-Ain      | 2 - 2       | Esteghlal   |
| Al-Hilal    | 1 - 1       | Al-Rayyan   |
| 4ª giornata |             |             |
| Al-Rayyan   | 2 - 1       | Al-Hilal    |
| Esteghlal   | 1 - 1       | Al-Ain      |
| 5ª giornata |             |             |
| Al-Ain      | 2 - 1       | Al-Hilal    |
| Esteghlal   | 2 - 0       | Al-Rayyan   |
| 6ª giornata |             |             |
| Al-Hilal    | 0 - 1       | Esteghlal   |
| Al-Rayyan   | 1 - 4       | Al-Ain      |

### Girone E
| Squadra                | P.ti | G | V | P | S | GF | GS | DG  |
| ---------------------- | ---- | - | - | - | - | -- | -- | --- |
| Jeonbuk Hyundai Motors | 15   | 6 | 5 | 0 | 1 | 22 | 9  | +13 |
| Tianjin Quanjian       | 13   | 6 | 4 | 1 | 1 | 15 | 11 | +4  |
| Kashiwa Reysol         | 4    | 6 | 1 | 1 | 4 | 6  | 10 | -4  |
| Kitchee                | 3    | 6 | 1 | 0 | 5 | 1  | 14 | -13 |

| Squadra 1              | Risultato   | Squadra 2              |
| 1ª giornata            | 1ª giornata | 1ª giornata            |
| ---------------------- | ----------- | ---------------------- |
| Jeonbuk Hyundai Motors | 3 - 2       | Kashiwa Reysol         |
| Tianjin Quanjian       | 3 - 0       | Kitchee                |
| 2ª giornata            |             |                        |
| Kashiwa Reysol         | 1 - 1       | Tianjin Quanjian       |
| Kitchee                | 0 - 6       | Jeonbuk Hyundai Motors |
| 3ª giornata            |             |                        |
| Jeonbuk Hyundai Motors | 6 - 3       | Tianjin Quanjian       |
| Kashiwa Reysol         | 1 - 0       | Kitchee                |
| 4ª giornata            |             |                        |
| Kitchee                | 1 - 0       | Kashiwa Reysol         |
| Tianjin Quanjian       | 4 - 2       | Jeonbuk Hyundai Motors |
| 5ª giornata            |             |                        |
| Kashiwa Reysol         | 0 - 2       | Jeonbuk Hyundai Motors |
| Kitchee                | 0 - 1       | Tianjin Quanjian       |
| 6ª giornata            |             |                        |
| Jeonbuk Hyundai Motors | 3 - 0       | Kitchee                |
| Tianjin Quanjian       | 3 - 2       | Kashiwa Reysol         |

### Girone F
| Squadra           | P.ti | G | V | P | S | GF | GS | DG |
| ----------------- | ---- | - | - | - | - | -- | -- | -- |
| Shanghai SIPG     | 11   | 6 | 3 | 2 | 1 | 10 | 6  | +4 |
| Ulsan Hyundai     | 9    | 6 | 2 | 3 | 1 | 15 | 11 | +4 |
| Melbourne Victory | 8    | 6 | 2 | 2 | 2 | 11 | 16 | -5 |
| Kawasaki Frontale | 3    | 6 | 0 | 3 | 3 | 6  | 9  | -3 |

| Squadra 1         | Risultato   | Squadra 2         |
| 1ª giornata       | 1ª giornata | 1ª giornata       |
| ----------------- | ----------- | ----------------- |
| Melbourne Victory | 3 - 3       | Ulsan Hyundai     |
| Kawasaki Frontale | 0 - 1       | Shanghai SIPG     |
| 2ª giornata       |             |                   |
| Ulsan Hyundai     | 2 - 1       | Kawasaki Frontale |
| Shanghai SIPG     | 4 - 1       | Melbourne Victory |
| 3ª giornata       |             |                   |
| Kawasaki Frontale | 2 - 2       | Melbourne Victory |
| Shanghai SIPG     | 2 - 2       | Ulsan Hyundai     |
| 4ª giornata       |             |                   |
| Melbourne Victory | 1 - 0       | Kawasaki Frontale |
| Ulsan Hyundai     | 0 - 1       | Shanghai SIPG     |
| 5ª giornata       |             |                   |
| Ulsan Hyundai     | 6 - 2       | Melbourne Victory |
| Shanghai SIPG     | 1 - 1       | Kawasaki Frontale |
| 6ª giornata       |             |                   |
| Kawasaki Frontale | 2 - 2       | Ulsan Hyundai     |
| Melbourne Victory | 2 - 1       | Shanghai SIPG     |

### Girone G
| Squadra              | P.ti | G | V | P | S | GF | GS | DG |
| -------------------- | ---- | - | - | - | - | -- | -- | -- |
| Guangzhou Evergrande | 12   | 6 | 3 | 3 | 0 | 12 | 6  | +6 |
| Buriram United       | 9    | 6 | 2 | 3 | 1 | 7  | 6  | +1 |
| Cerezo Osaka         | 8    | 6 | 2 | 2 | 2 | 6  | 8  | -2 |
| Jeju United          | 3    | 6 | 1 | 0 | 5 | 6  | 11 | -5 |

| Squadra 1            | Risultato   | Squadra 2            |
| 1ª giornata          | 1ª giornata | 1ª giornata          |
| -------------------- | ----------- | -------------------- |
| Guangzhou Evergrande | 1 - 1       | Buriram United       |
| Jeju United          | 0 - 1       | Cerezo Osaka         |
| 2ª giornata          |             |                      |
| Cerezo Osaka         | 0 - 0       | Guangzhou Evergrande |
| Buriram United       | 0 - 2       | Jeju United          |
| 3ª giornata          |             |                      |
| Buriram United       | 2 - 0       | Cerezo Osaka         |
| Guangzhou Evergrande | 5 - 3       | Jeju United          |
| 4ª giornata          |             |                      |
| Cerezo Osaka         | 2 - 2       | Buriram United       |
| Jeju United          | 0 - 2       | Guangzhou Evergrande |
| 5ª giornata          |             |                      |
| Cerezo Osaka         | 2 - 1       | Jeju United          |
| Buriram United       | 1 - 1       | Guangzhou Evergrande |
| 6ª giornata          |             |                      |
| Guangzhou Evergrande | 3 - 1       | Cerezo Osaka         |
| Jeju United          | 0 - 1       | Buriram United       |

### Girone H
| Squadra          | P.ti | G | V | P | S | GF | GS | DG |
| ---------------- | ---- | - | - | - | - | -- | -- | -- |
| Suwon Samsung    | 10   | 6 | 3 | 1 | 2 | 8  | 7  | +1 |
| Kashima Antlers  | 9    | 6 | 2 | 3 | 1 | 8  | 6  | +2 |
| Sydney FC        | 6    | 6 | 1 | 3 | 2 | 7  | 8  | -1 |
| Shanghai Shenhua | 5    | 6 | 0 | 5 | 1 | 6  | 8  | -2 |

| Squadra 1        | Risultato   | Squadra 2        |
| 1ª giornata      | 1ª giornata | 1ª giornata      |
| ---------------- | ----------- | ---------------- |
| Sydney FC        | 0 - 2       | Suwon Samsung    |
| Kashima Antlers  | 1 - 1       | Shanghai Shenhua |
| 2ª giornata      |             |                  |
| Suwon Samsung    | 1 - 2       | Kashima Antlers  |
| Shanghai Shenhua | 2 - 2       | Sydney FC        |
| 3ª giornata      |             |                  |
| Sydney FC        | 0 - 2       | Kashima Antlers  |
| Suwon Samsung    | 1 - 1       | Shanghai Shenhua |
| 4ª giornata      |             |                  |
| Kashima Antlers  | 1 - 1       | Sydney FC        |
| Shanghai Shenhua | 0 - 2       | Suwon Samsung    |
| 5ª giornata      |             |                  |
| Suwon Samsung    | 1 - 4       | Sydney FC        |
| Shanghai Shenhua | 2 - 2       | Kashima Antlers  |
| 6ª giornata      |             |                  |
| Sydney FC        | 0 - 0       | Shanghai Shenhua |
| Kashima Antlers  | 0 - 1       | Suwon Samsung    |

## Fase a eliminazione diretta
|  | Ottavi di finale      | Ottavi di finale      | Ottavi di finale | Ottavi di finale |       |                 | Quarti di finale | Quarti di finale | Quarti di finale | Quarti di finale |                 |   | Semifinali | Semifinali | Semifinali | Semifinali |                 |   | Finale | Finale | Finale | Finale |
|  |                       |                       |                  |                  |       |                 |                  |                  |                  |                  |                 |   |            |            |            |            |                 |   |        |        |        |        |
|  | Kashima Antlers       | 3                     | 1                | 4                |       |                 |                  |                  |                  |                  |                 |   |            |            |            |            |                 |   |        |        |        |        |
|  | Shanghai Haigang      | 1                     | 2                | 3                |       |                 |                  |                  |                  |                  |                 |   |            |            |            |            |                 |   |        |        |        |        |
|  | Shanghai Haigang      | 1                     | 2                | 3                |       | Kashima Antlers | 2                | 3                | 5                |                  |                 |   |            |            |            |            |                 |   |        |        |        |        |
|  |                       |                       |                  |                  |       | Kashima Antlers | 2                | 3                | 5                |                  |                 |   |            |            |            |            |                 |   |        |        |        |        |
|  |                       | Tianjin Quanjian      | 0                | 0                | 0     |                 |                  |                  |                  |                  |                 |   |            |            |            |            |                 |   |        |        |        |        |
|  | Tianjin Quanjian (gt) | Tianjin Quanjian      | 0                | 0                | 0     | 0               | 2                | 2                |                  |                  |                 |   |            |            |            |            |                 |   |        |        |        |        |
|  | Tianjin Quanjian (gt) |                       |                  |                  |       | 0               | 2                | 2                |                  |                  |                 |   |            |            |            |            |                 |   |        |        |        |        |
|  | Guangzhou E.          | 0                     | 2                | 2                |       |                 |                  |                  |                  |                  |                 |   |            |            |            |            |                 |   |        |        |        |        |
|  | Guangzhou E.          | 0                     | 2                | 2                |       |                 |                  |                  |                  |                  | Kashima Antlers | 3 | 3          | 6          |            |            |                 |   |        |        |        |        |
|  |                       |                       |                  |                  |       |                 |                  |                  |                  |                  |                 | 3 | 3          | 6          |            |            |                 |   |        |        |        |        |
|  |                       | Suwon Bluewings       | 2                | 3                | 5     |                 |                  |                  |                  |                  |                 |   |            |            |            |            |                 |   |        |        |        |        |
|  | Buriram Utd           | Suwon Bluewings       | 2                | 3                | 5     | 3               | 0                | 3                |                  |                  |                 |   |            |            |            |            |                 |   |        |        |        |        |
|  | Buriram Utd           |                       |                  |                  |       | 3               | 0                | 3                |                  |                  |                 |   |            |            |            |            |                 |   |        |        |        |        |
|  | Jeonbuk Hyundai       | 2                     | 2                | 4                |       |                 |                  |                  |                  |                  |                 |   |            |            |            |            |                 |   |        |        |        |        |
|  | Jeonbuk Hyundai       | 2                     | 2                | 4                |       | Jeonbuk Hyundai | 0                | 3                | 3 (2)            |                  |                 |   |            |            |            |            |                 |   |        |        |        |        |
|  |                       |                       |                  |                  |       | Jeonbuk Hyundai | 0                | 3                | 3 (2)            |                  |                 |   |            |            |            |            |                 |   |        |        |        |        |
|  |                       | Suwon Bluewings (dcr) | 3                | 0                | 3 (4) |                 |                  |                  |                  |                  |                 |   |            |            |            |            |                 |   |        |        |        |        |
|  | Ulsan HD              | Suwon Bluewings (dcr) | 3                | 0                | 3 (4) | 1               | 0                | 1                |                  |                  |                 |   |            |            |            |            |                 |   |        |        |        |        |
|  | Ulsan HD              |                       |                  |                  |       | 1               | 0                | 1                |                  |                  |                 |   |            |            |            |            |                 |   |        |        |        |        |
|  | Suwon Bluewings       | 0                     | 3                | 3                |       |                 |                  |                  |                  |                  |                 |   |            |            |            |            |                 |   |        |        |        |        |
|  | Suwon Bluewings       | 0                     | 3                | 3                |       |                 |                  |                  |                  |                  |                 |   |            |            |            |            | Kashima Antlers | 2 | 0      | 2      |        |        |
|  |                       |                       |                  |                  |       |                 |                  |                  |                  |                  |                 |   |            |            |            |            |                 | 2 | 0      | 2      |        |        |
|  |                       | Persepolis            | 0                | 0                | 0     |                 |                  |                  |                  |                  |                 |   |            |            |            |            |                 |   |        |        |        |        |
|  | Zob Ahan              | Persepolis            | 0                | 0                | 0     | 1               | 1                | 2                |                  |                  |                 |   |            |            |            |            |                 |   |        |        |        |        |
|  | Zob Ahan              |                       |                  |                  |       | 1               | 1                | 2                |                  |                  |                 |   |            |            |            |            |                 |   |        |        |        |        |
|  | Esteghlal             | 0                     | 3                | 3                |       |                 |                  |                  |                  |                  |                 |   |            |            |            |            |                 |   |        |        |        |        |
|  | Esteghlal             | 0                     | 3                | 3                |       | Esteghlal       | 1                | 2                | 3                |                  |                 |   |            |            |            |            |                 |   |        |        |        |        |
|  |                       |                       |                  |                  |       | Esteghlal       | 1                | 2                | 3                |                  |                 |   |            |            |            |            |                 |   |        |        |        |        |
|  |                       | Al-Sadd               | 3                | 2                | 5     |                 |                  |                  |                  |                  |                 |   |            |            |            |            |                 |   |        |        |        |        |
|  | Al-Sadd               | Al-Sadd               | 3                | 2                | 5     | 2               | 2                | 4                |                  |                  |                 |   |            |            |            |            |                 |   |        |        |        |        |
|  | Al-Sadd               |                       |                  |                  |       | 2               | 2                | 4                |                  |                  |                 |   |            |            |            |            |                 |   |        |        |        |        |
|  | Al-Ahli               | 1                     | 2                | 3                |       |                 |                  |                  |                  |                  |                 |   |            |            |            |            |                 |   |        |        |        |        |
|  | Al-Ahli               | 1                     | 2                | 3                |       |                 |                  |                  |                  |                  | Al-Sadd         | 0 | 1          | 1          |            |            |                 |   |        |        |        |        |
|  |                       |                       |                  |                  |       |                 |                  |                  |                  |                  |                 | 0 | 1          | 1          |            |            |                 |   |        |        |        |        |
|  |                       | Persepolis            | 1                | 1                | 2     |                 |                  |                  |                  |                  |                 |   |            |            |            |            |                 |   |        |        |        |        |
|  | Al-Ain                | Persepolis            | 1                | 1                | 2     | 2               | 1                | 3                |                  |                  |                 |   |            |            |            |            |                 |   |        |        |        |        |
|  | Al-Ain                |                       |                  |                  |       | 2               | 1                | 3                |                  |                  |                 |   |            |            |            |            |                 |   |        |        |        |        |
|  | Lekhwiya              | 4                     | 4                | 8                |       |                 |                  |                  |                  |                  |                 |   |            |            |            |            |                 |   |        |        |        |        |
|  | Lekhwiya              | 4                     | 4                | 8                |       | Lekhwiya        | 1                | 1                | 2                |                  |                 |   |            |            |            |            |                 |   |        |        |        |        |
|  |                       |                       |                  |                  |       | Lekhwiya        | 1                | 1                | 2                |                  |                 |   |            |            |            |            |                 |   |        |        |        |        |
|  |                       | Persepolis            | 0                | 3                | 3     |                 |                  |                  |                  |                  |                 |   |            |            |            |            |                 |   |        |        |        |        |
|  | Al-Jazira             | Persepolis            | 0                | 3                | 3     | 3               | 1                | 4                |                  |                  |                 |   |            |            |            |            |                 |   |        |        |        |        |
|  | Al-Jazira             |                       |                  |                  |       | 3               | 1                | 4                |                  |                  |                 |   |            |            |            |            |                 |   |        |        |        |        |
|  | Persepolis (gt)       | 2                     | 2                | 4                |       |                 |                  |                  |                  |                  |                 |   |            |            |            |            |                 |   |        |        |        |        |

### Ottavi di finale
| Squadra 1        | Totale           | Squadra 2              | Andata           | Ritorno          |
| Asia Occidentale | Asia Occidentale | Asia Occidentale       | Asia Occidentale | Asia Occidentale |
| ---------------- | ---------------- | ---------------------- | ---------------- | ---------------- |
| Al-Jazira        | 4 - 4 (gt)       | Persepolis             | 3 - 2            | 1 - 2            |
| Al-Sadd          | 4 - 3            | Al-Ahli                | 2 - 1            | 2 - 2            |
| Zob Ahan         | 2 - 3            | Esteghlal              | 1 - 0            | 1 - 3            |
| Al-Ain           | 3 - 8            | Al-Duhail              | 2 - 4            | 1 - 4            |
| Asia Orientale   |                  |                        |                  |                  |
| Tianjin Quanjian | 2 - 2 (gt)       | Guangzhou Evergrande   | 0 - 0            | 2 - 2            |
| Buriram United   | 3 - 4            | Jeonbuk Hyundai Motors | 3 - 2            | 0 - 2            |
| Ulsan Hyundai    | 1 - 3            | Suwon Samsung          | 1 - 0            | 0 - 3            |
| Kashima Antlers  | 4 - 3            | Shanghai SIPG          | 3 - 1            | 1 - 2            |

### Quarti di finale
| Squadra 1              | Totale           | Squadra 2        | Andata           | Ritorno          |
| Asia Occidentale       | Asia Occidentale | Asia Occidentale | Asia Occidentale | Asia Occidentale |
| ---------------------- | ---------------- | ---------------- | ---------------- | ---------------- |
| Esteghlal              | 3 - 5            | Al-Sadd          | 1 - 3            | 2 - 2            |
| Al-Duhail              | 2 - 3            | Persepolis       | 1 - 0            | 1 - 3            |
| Asia Orientale         |                  |                  |                  |                  |
| Kashima Antlers        | 5 - 0            | Tianjin Quanjian | 2 - 0            | 3 - 0            |
| Jeonbuk Hyundai Motors | 3 - 3 (2-4 dtr)  | Suwon Samsung    | 0 - 3            | 3 - 0 (dts)      |

### Semifinali
| Squadra 1        | Totale           | Squadra 2        | Andata           | Ritorno          |
| Asia Occidentale | Asia Occidentale | Asia Occidentale | Asia Occidentale | Asia Occidentale |
| ---------------- | ---------------- | ---------------- | ---------------- | ---------------- |
| Al-Sadd          | 1 - 2            | Persepolis       | 0 - 1            | 1 - 1            |
| Asia Orientale   |                  |                  |                  |                  |
| Kashima Antlers  | 6 - 5            | Suwon Samsung    | 3 - 2            | 3 - 3            |

### Finale
| Squadra 1       | Totale | Squadra 2  | Andata | Ritorno |
| --------------- | ------ | ---------- | ------ | ------- |
| Kashima Antlers | 2 - 0  | Persepolis | 2 - 0  | 0 - 0   |